# San Gioacchino in Prati
San Gioacchino in Prati, även benämnd San Gioacchino ai Prati di Castello, är en kyrkobyggnad och titelkyrka i Rom, helgad åt den helige Joakim, Jungfru Marias far. Kyrkan är belägen vid Via Pompeo Magno i Rione Prati och tillhör församlingen San Gioacchino in Prati.
Kyrkan förestås av Redemptorister, en kongregation grundad år 1732 av Alfonso dei Liguori (1696–1787; helgonförklarad 1839).

## Kyrkans historia
Initiativet till denna kyrka togs av påve Leo XIII. Han ville låta uppföra en kyrka i stadsdelen Prati i samband med sitt 50-årsjubileum som biskop år 1893; kyrkan skulle helgas åt den helige Joakim (italienska Gioacchino), Jungfru Marias far. Gioacchino var även ett av påvens dopnamn. Första stenen lades den 1 oktober 1891. I samband med detta bjöd påven in fjorton nationer att i kyrkan uppföra och dekorera var sitt kapell.
Kyrkan uppfördes åren 1891–1898 efter ritningar av arkitekten Raffaele Ingami, assisterad av Lorenzo Maria De Rossi, och konsekrerades den 6 juni 1911 av kardinal Pietro Respighi.

## Exteriören
Fasaden föregås av en loggia med sex granitkolonner med korintiska kapitäl, vilka bär upp ett entablement. Dess fris har dedikationsinskriptionen: SACRVM DIVINAE MAJESTATI PLACANDAE IN HONOREM SANCTI JOACHIM PRO JUBIL EPISC LEONIS PP XIII CATHOL A GENTIBVS ERECTVM. Loggians övervåning har en monumental mosaik; allegoriska figurer, vilka representerar de fem kontinenterna, tillber det Allraheligaste Sakramentet tillsammans med påvarna Leo XIII och Clemens VIII. Denna mosaik flankeras av mindre mosaikbilder av Thomas av Aquino, Bonaventura, Klara av Assisi och Giuliana Falconieri.
Ovanpå loggian står en skulptur som visar den helige Joakim med Jungfru Maria som barn.
Den oktogonala kupolen är klädd i aluminium och har sexuddiga stjärnor i kristallglas. Tamburen har fyrpassfönster och en kornisch med modilioner. Tamburens attika har ett oculus på var sida och en ängel med utbredda vingar. Lanterninen har ett entablement med puttohuvuden och en liten kupol som bär upp en metallkonstruktion i form av en monstrans med det Allraheligaste Sakramentet.

## Interiören
Kyrkan är en treskeppig basilika med sidokapell. Interiören är dekorerad med fresker och polykrom marmor.
I absidens halvkupol har Virginio Monti freskmålat Eukaristins triumf; Kristus utger sin kropp och sitt blod inför apostlarna. 
Interiörens sidokapell är uppkallade efter de länder, vilka bekostade respektive kapells utsmyckning: Brasilien, Portugal, Kungariket Bayern, Polen, Kanada, England, USA, Spanien, Frankrike, Italien, Belgien, Nederländerna, Irland och Argentina.

### Brasiliens kapell
Altarmålning: Vår Fru av Aparecida av Oreste Anfolzi

### Portugals kapell
Altarmålning: Den helige Antonius av Padua

### Kungariket Bayerns kapell
Altarmålning: Den helige kejsaren Henrik II godkänner uppförandet av Bambergs katedral

### Polens kapell
Altarmålning: Vår Fru av Częstochowa med helgon

### Kanadas kapell
Altarmålning: De heliga Joakim och Anna och Jungfru Marie frambärande i templet

### Englands kapell
Altarmålning: De heliga Joakim och Anna och Jungfru Maria med två änglar av Virginio Monti

### USA:s kapell
Altarskulptur: Den Obefläckade Avlelsen av Michele Tripisciano

### Spaniens kapell
Altarmålning: Vår Fru av Pelaren (Nuestra Señora del Pilar)

### Frankrikes kapell
Altarskulptur: Jesu heliga hjärta av Michele Tripisciano

### Italiens kapell
Altarmålning: Den helige Alfonso dei Liguoris förhärligande

### Belgiens kapell
Altarmålning: Den helige Josefs död av Silvio Galimberti

### Nederländernas kapell
Altarmålning: Den helige Willibrord vigs till Utrechts förste biskop av Attilio Palombi

### Irlands kapell
Altarmålning: Den helige Patrick med de heliga Benignus av Armagh och Brigid av Kildare och andra irländska helgon

### Argentinas kapell
Altarmålning: Vår Fru av Luján (Nuestra Señora de Luján)

## Titelkyrka
Kyrkan stiftades som titelkyrka med namnet San Gioacchino ai Prati di Castello av påve Johannes XXIII år 1960.
Kardinalpräster
- Bernard Jan Alfrink: 1960–1987
- Michele Giordano: 1988–2010
- Leopoldo José Brenes Solórzano: 2014–